# Nustera distigma
Nustera distigma är en skalbaggsart som först beskrevs av Toussaint de Charpentier 1825.  Nustera distigma ingår i släktet Nustera och familjen långhorningar.
Artens utbredningsområde är:
- Frankrike.
- Portugal.

Inga underarter finns listade i Catalogue of Life.

## Bildgalleri

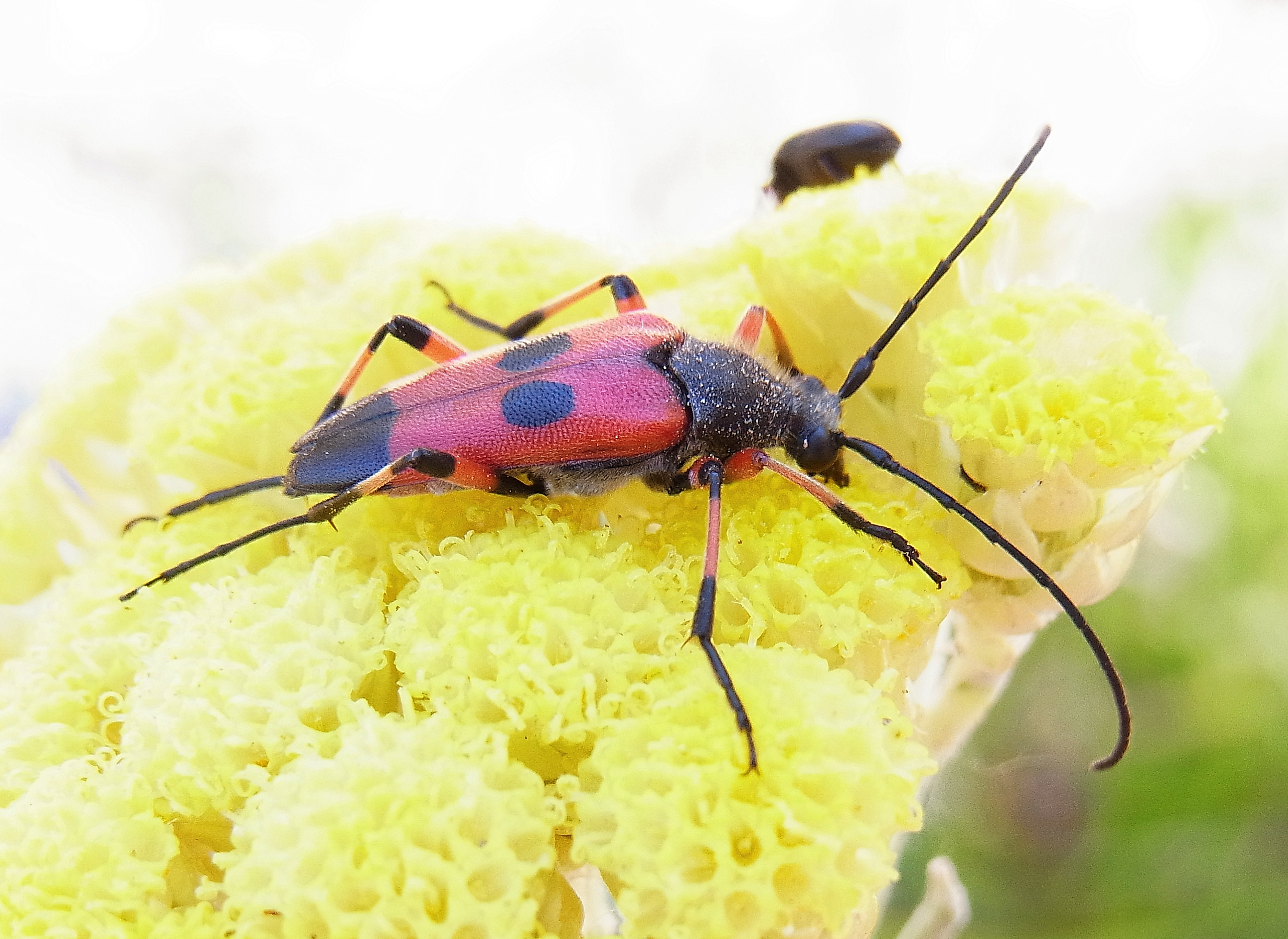